# Примроуз, Гарри, 6-й граф Розбери
Альберт Эдвард Гарри Мейер Арчибальд Примроуз, 6-й граф Розбери, 2-й граф Мидлотиан (8 января 1882 — 31 мая 1974) — британский либеральный политик, занимавший пост государственного секретаря Шотландии в 1945 году. Он был членом парламента от Мидлотиана в 1906—1910 годах. Он стал графом Розбери и Мидлотианом в 1929 году и, таким образом, был членом Палаты лордов до своей смерти. Он носил титул учтивости — лорд Далмени с 1882 по 1929 год.

## Молодость
Он родился в Далмени-хаусе к западу от Эдинбурга 8 января 1882 года. Его родителями были Арчибальд Примроуз, 5-й граф Роузбери (1847—1929), либеральный премьер-министр Соединённого королевства (с 1894 по 1895 год) и Ханна Примроуз, графиня Роузбери (1851—1890), член семья Ротшильдов. Гарри был братом Нила Примроуза и писательницы леди Сибил Грант.
Он получил образование в Итоне, затем прошёл военную подготовку в Королевском военном колледже в Сандхерсте.

## Военная карьера
Лорд Далмени был зачислен в гренадерскую гвардию в звании второго лейтенанта 12 февраля 1902 года.
Во время Первой мировой войны он служил во Франции с 1914 по 1917 год в качестве коменданта лагеря и адъютанта генерала Эдмунда Алленби, а затем в Палестине в качестве военного секретаря Алленби.

## Крикетная карьера
Как лорд Далмени, он был выдающимся игроком в крикет. Он сыграл два первоклассных матча за «Миддлсекс» в 1902 году. Он был капитаном «Суррея» с 1905 по 1907 год. Всего он сыграл в 102 первоклассных матчах, набрав 3551 пробег при среднем показателе 22,47, включая два столетия. Его наивысший результат составил 138 очков против Лестершира в 1905 году, когда он добавил 260 очков за шестую калитку за 130 минут с Дж. Н. Кроуфордом. Он был нападающим с заметной силой и, хотя никогда не был последовательным, иногда ему удавалось «выбить лучшего боулинга на всем поле», как, когда он набрал 58 очков против Ноттингемшира на сложной калитке в Овале в 1905. В матче против «Эссекса» в 1906 году он забил 52 гола за 37 минут в первой возможности и 58 очков за 45 минут во второй.
Лорд Розбери также был известным владельцем скаковых лошадей. Он выиграл Дерби с Blue Peter и Ocean Swell, а также выиграл большинство других классических британских скачек на равнине с лошадьми, выращенными на его заводах Mentmore и Crafton Studs.

## Политическая карьера и поздняя жизнь
Он начал свою политическую карьеру, будучи избранным членом парламента от либеральной партии от шотландского Эдинбургшира. Это было графство, более известное под современным названием Мидлотиан, место, где Роузбери долгое время были известными землевладельцами. Лорд Далмени был одним из почти 400 либералов, одержавших убедительную победу на выборах 1906 года. Он ушёл из Палаты общин в январе 1910 года.
Розбери вошёл в Палату лордов после смерти своего отца в 1929 году. В том же году он был назначен лордом-лейтенантом Мидлотиана и занимал эту должность до 1964 года.
В 1938 году он был избран членом Королевского общества Эдинбурга. Его кандидатуру предложили Хью Макмиллан, барон Макмиллан, сэр Томас Генри Холланд, Джеймс Пикеринг Кендалл и Джеймс Уотт.
В феврале 1941 года, во время Второй мировой войны, он был назначен региональным комиссаром гражданской обороны Шотландии. Когда в 1945 году коалиционное правительство военного времени распалось, Уинстон Черчиль сформировал временную администрацию, которая занимала этот пост до парламентских выборов 1945 года. Новое правительство состояло из членов Консервативной партии и небольших групп, которые были союзницами с ней в национальных правительствах, находившихся у власти в 1931—1940 годах. Среди этих союзников была Национал-либеральная партия, к которой принадлежал графа Розбери.
Одним из самых неожиданных назначений Черчиля было назначение графа Розбери членом Тайного совета и государственным секретарем Шотландии. Оба мужчины вместе служили в Либеральной парламентской партии в парламенте 1906—1910 годов. Временное министерство находилось у власти с мая по июль 1945 года. Его пребывание в шотландском ведомстве было настолько коротким, что во время заседания Королевской комиссии по делам Шотландии (1952—1954 гг.) он отказался давать показания на том основании, что не знал, что сказать. По общему мнению, его последними словами перед уходом из шотландского офиса были: «Ну. Я неплохо справился с этой задачей, не так ли? У меня не было времени».
В 1947 году король Георг VI удостоил его звания кавалера Ордена Чертополоха. Граф Розбери был президентом Национал-либеральной партии в 1945—1957 годах. С 1951 по 1974 год он был президентом влиятельной шотландской природоохранной организации « Ассоциация Кокберна». Он также был назначен председателем Королевской комиссии изящных искусств Шотландии в 1952 году.
Он умер в Ментмор-Тауэрс в Бакингемшире 30 мая 1974 года.

## Семья
15 апреля 1909 года Гарри Примроуз женился на поразительно красивой Дороти Элис Маргарет Августе Гросвенор (22 августа 1890 — 11 января 1966), дочери лорда Генри Джорджа Гросвенора (1861—1914) и внучке Хью Гросвенора, 1-го герцога Вестминстера. У них были двое детей:
- Арчибальд Рональд Примроуз, лорд Далмени (1 августа 1910 — 11 ноября 1931)
- Леди Хелен Дороти Примроуз (1913 — 16 октября 1998).

Супруги развелись в 1919 году. 24 июня 1924 года Гарри Примроуз повторно женился на даме Еве Изабель Мариан Стратт (17 июня 1892 — 29 января 1987), дочери Генри Брюса, 2-го барона Абердара из Даффрина (1851—1929). Её первым мужем в 1911-1922 годах был Элджернон Стратт, 3-й барон Белпер (1883—1956). У них был единственный сын:
- Нил Арчибальд Примроуз, 7-й граф Розбери (род. 11 февраля 1929)[1], который стал преемником своего отца в 1974 году.